# 누더기 선장
누더기 선장(영어: Patchy the Pirate)은 가상의 실사 캐릭터이자 장기 애니메이션 시리즈 네모바지 스폰지밥의 진행자로, 네모바지 스폰지밥 팬클럽의 회장이며 앵무새 포티와 함께 지내고 있다.